# Ruda Solska
Ruda Solska – wieś w Polsce położona w województwie lubelskim, w powiecie biłgorajskim, w gminie Biłgoraj.
| SIMC    | Nazwa             | Rodzaj    |
| ------- | ----------------- | --------- |
| 0886179 | Bogacki Koniec    | część wsi |
| 0886185 | Dziadowski Koniec | część wsi |

W latach 1975–1998 miejscowość administracyjnie należała do województwa zamojskiego. 
Wieś wchodzi w skład  sołectwa Ruda Solska, Ruda Zagrodyw gminie Biłgoraj. Według Narodowego Spisu Powszechnego z roku 2011 wieś liczyła 324 mieszkańców i była siedemnastą co do wielkości miejscowością gminy.
Wierni Kościoła rzymskokatolickiego należą do parafii św. Marii Magdaleny w Biłgoraju.

## Szlaki turystyczne
Rowerowy Szlak im. Józefa Złotkiewicza